# 名古屋ガイドウェイバス
名古屋ガイドウェイバス株式会社（なごやガイドウェイバス）は、愛知県名古屋市の東区と守山区でガイドウェイバスの運営などを行っている、名古屋市、名古屋鉄道、ジェイアール東海バスなどが出資する第三セクター会社である。本社は名古屋市守山区竜泉寺二丁目301番地（区画整理により2003年11月10日、守山区大字吉根字松洞3360番地1より地名変更）にある。ガイドウェイバス専用軌道線としてガイドウェイバス志段味線を運営しており、運行委託先である名古屋市交通局（かつての他の委託先2社を含む）の路線バス区間とともにゆとりーとラインを形成している。

## 概要

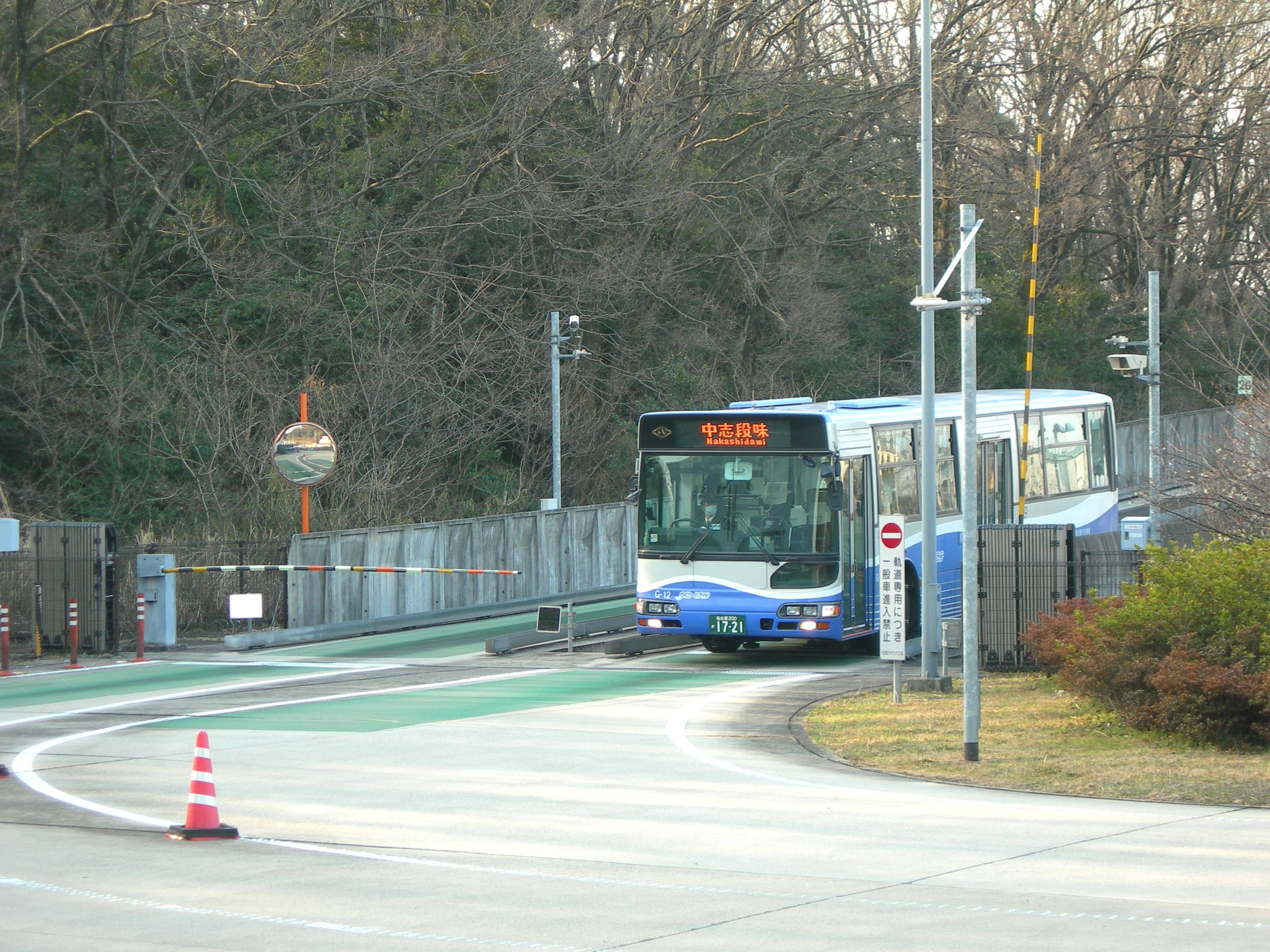
小幡緑地駅のモードインターチェンジ

ガイドウェイバスとは、ガイドレールを備えた専用軌道に対し、これを案内輪でトレースしてステアリング操作が不要な半自動運転を実現しつつ、一般道路においても普通のバスとして走行可能な新交通システムである。都市部では一般道路で発生する交通渋滞の影響を受けない専用軌道を走行し、郊外では一般道路を走行する。高架のバス専用軌道には2本のガイドレールが敷かれており、バスの前後に取付けられた案内装置をガイドレールに接触させて、その誘導でバスを走行させる。
ゆとりーとラインが開業する前の当地域はJR東海中央本線と名鉄瀬戸線に挟まれた鉄道空白地帯で、唯一の交通である地域を縦断する竜泉寺街道（愛知県道・岐阜県道15号名古屋多治見線）は自動車交通が集中しており、特に朝のラッシュ時間帯は、小幡から大曽根まで抜けるのに1時間以上かかる状況であった（通常は15分ほど）。このため路線バスの利用者は極端に少なく、当地域を縦断する民営バスは1時間に3本程度、市営バスに至っては1時間に1本程度という地域の規模と照らし合わせても極端に少ないダイヤであった。

## 歴史
- 1985年（昭和60年）3月 建設省がガイドウェイバスシステムの開発着手。
- 1986年（昭和61年）度 ガイドウェイバスシステム導入について検討開始。
- 1988年（昭和63年）2月 名古屋市基幹公共交通網調査委員会答申。
- 1990年（平成2年）
  - 同年度 志段味線事業採択。
  - 10月 名古屋市ガイドウェイバスシステム志段味線検討委員会設置。ガイドウェイバスシステム志段味線関連バス事業者調整会議設置。
- 1992年（平成4年）1月 運輸政策審議会答申第12号。
- 1993年（平成5年）12月 都市計画の原案を愛知県知事に提出。
- 1994年（平成6年）
  - 1月 「名古屋ガイドウェイバス株式会社」（仮称）設立発起人会開催。
  - 3月 軌道法に基づく特許の申請。
  - 4月1日 「名古屋ガイドウェイバス株式会社」設立[7][8]。
  - 9月 特殊街路9・7・1号ガイドウェイバス専用道志段味線の都市計画決定。
  - 10月25日 軌道法に基づく特許の取得[8]。
  - 11月 都市高速鉄道ガイドウェイバス志段味線の都市計画決定。
  - 12月 軌道法に基づく工事施行認可申請。
- 2000年（平成12年）
  - 9月18日 開業時期を2001年3月と決定[9]。
  - 11月15日 営業車両2両を公開すると同時に、公募によって決定した「ゆとりーとライン」の愛称を公表[10]。
  - 11月22日 名古屋市などが、大曽根 - 中志段味間の運賃を470円で認可申請する方針を固める[11]。
  - 12月14日 開業日を2001年3月23日と決定。大曽根 - 中志段味間の運賃を440円で認可申請する方針を固める（平面区間は200円と230円の2区間に分ける）[12]。
  - 12月20日 大曽根 - 中志段味間の運賃を420円で認可申請する旨、名古屋市議会都市消防委員会が了承（平面区間のうち小幡緑地 - 中志段味間を200円均一としたほか、高架区間と平面区間の乗り継ぎ割り引きを見直し）[13]。
  - 12月26日 中部運輸局に対し、運賃の認可を申請[14]。
- 2001年（平成13年）
  - 1月16日 名古屋市は、同市が発行する「敬老特別乗車券」および「福祉特別乗車券」について、ガイドウェイバス志段味線を共同運行する名古屋鉄道およびジェイアール東海バスの車両でも使用可能とすると決定[15]。
  - 1月22日 守山探検隊による、高架区間ウォーキングイベント開催[16]。
  - 3月5日 報道陣向けにガイドウェイバス試乗会開催[17]。
  - 3月8日 中部運輸局より、運賃の認可[18]。
  - 3月11日 ガイドウェイバス試乗会開催。沿線住民など1200人が参加[19]。
  - 3月22日 ガイドウェイバス志段味線開業に先立ち、大曽根駅で記念式典を実施[20]。
  - 3月23日 ガイドウェイバス志段味線が開業[7][8]。
  - 10月4日午後 高円宮憲仁親王・同妃久子夫妻が乗車。管理センターを視察。
- 2003年（平成15年）
  - 7月6日・7日 乗車人数500万人達成記念で、オリジナルグッズ「ぷるぷるガイドウェイバス」を乗客に無料配布。
  - 9月16日 大曽根駅前のビルにて名古屋立てこもり放火事件が発生。これに伴い、一時運転を見合わせた。
  - 9月20日・21日 全線にて「運賃半額キャンペーン」を実施（現金乗車の大人が対象）。
- 2004年（平成16年）
  - 3月31日 本社1階部分をテナントスペースとして開放。保育施設「ピジョンゆとり〜とランド」を開設。同時に本社敷地内にパークアンドライド、保育アンドライド駐車場を設置。
  - 7月2日 大曽根駅1階部分をテナントスペースとして開放。理髪店「QBハウス」がオープン。
  - 9月 大曽根 - 小幡緑地間 特割通学定期「ゆとり〜と『学・遊』パス」の取り扱い開始[21]。
- 2005年（平成16年）4月14日 乗車人数1000万人達成。オリジナルグッズ「ゆとりーとくるっぴー」を乗客に無料配布[22]。
- 2006年（平成18年）3月 決算に際し構築物等に減損会計の原則を適用。構築物が他用途への転用がほぼ不可能、と判定され資産価額が大幅に減額された。結果として債務超過の状況に転落。
- 2007年（平成19年）11月15日 8時15分頃、ナゴヤドーム前矢田 - 大曽根駅間の上り線を走行中のG-13号車（中志段味発 志段味スポーツランド経由 大曽根行き。144コース）が大曽根駅手前のカーブにて脱線。一時運転を見合わせた。後の調査によれば、事故現場の約1.6キロ手前から、高架走行に必要な案内輪が何らかの理由により格納された状態になっていたとのこと[23]。翌16日に中部運輸局鉄道部から警告書を発出される[24]。
- 2008年（平成20年）
  - 5月17日 乗車人数2000万人達成。
  - 10月31日 2007年11月15日の脱線事故について、運輸安全委員会が鉄道事故調査報告書を公表[23]。
- 2009年（平成21年）
  - 6月15日 2007年11月15日の脱線事故について「ガイドウェイバス志段味線車両脱線事故 文書警告に対する報告書」を公表[25]。
  - 10月1日 ダイヤ改正並びに運行体制の変更。名鉄バス、ジェイアール東海バスが運行から撤退、運行委託は名古屋市交通局のみになる。
- 2011年（平成23年）
  - 2月11日 ICカード乗車券manacaを導入[26][27]。
  - 4月 開業10周年企画の実施[28]
    - 4月11日 開業10周年企画として、ゆとりーとラインの車両を模したオリジナルピンバッジを乗客に無料配布。同時にこの日から4月28日までの間、すべての車両の先頭部分に開業10周年記念ヘッドマークを掲出した。
    - 4月17日 開業10周年企画として、行先表示器のLED化に伴って不要となった方向幕装置3種、計75台を一般向けに販売。販売収益は東日本大震災の義援金として寄付された[29]。
- 2013年（平成25年）4月1日 守山市民病院駅を金屋駅に改称[30]。
- 2014年（平成26年）9月1日 消費税増税に伴う運賃改定実施[31]。
- 2016年（平成28年）
  - 3月12日 ICカード乗車券の全国相互利用サービスに対応[32]。
  - 4月1日 精神障害者（精神障害者保健福祉手帳提示者）への運賃割引を開始[33]。

## 路線
- ガイドウェイバス志段味線

名古屋ガイドウェイバスの運行区間（高架区間）と名古屋市営バスの運行区間（平面区間）を合わせて、交通渋滞の影響を受けずに快適に移動ができる特徴を反映して「ゆとり」と「ストリート」を掛け合わせた「ゆとりーとライン」という愛称がつけられている。

## 車両

### 営業用車両

#### 共通事項
ゆとりーとラインで使用される車両は全て名古屋ガイドウェイバスが保有しているが、管理は平面区間の運行事業者（高架区間の運行受託者）が行っており、2009年10月1日以降は全車が名古屋市営バス大森営業所に集約されている。
軌道線車両（動力から見れば気動車）扱いであるので、形式称号が存在し、全車両に通し番号がある。車内には軌道線車両としての「全般検査」の時期が記入されているほか、前面ガラスには自動車としての車検期限のステッカーも貼られている。
名古屋ガイドウェイバスの車両には、前輪及び後輪の付近において車両を誘導する案内装置が設置されており、一般道走行時に適用される道路運送車両法の保安基準に抵触しないよう、一般道を走行中は前輪の案内輪アームを車輪内側に格納できるよう設計されている。直線部における走行安定性と曲線部における案内軌条への追従性を高めるため、直進性を加える安定化装置を搭載している。
車両故障時に後続車による推進運転を行うため、連結棒と連結棒受が用意されている。
総務省無線局免許状等情報によると、名古屋ガイドウェイバスは2019年7月現在、300MHz帯の公共業務用無線（いわゆる列車無線）の基地局1、陸上移動局29を有する。この無線は平面区間では作動しない。

#### 2012 - 2014年度導入分

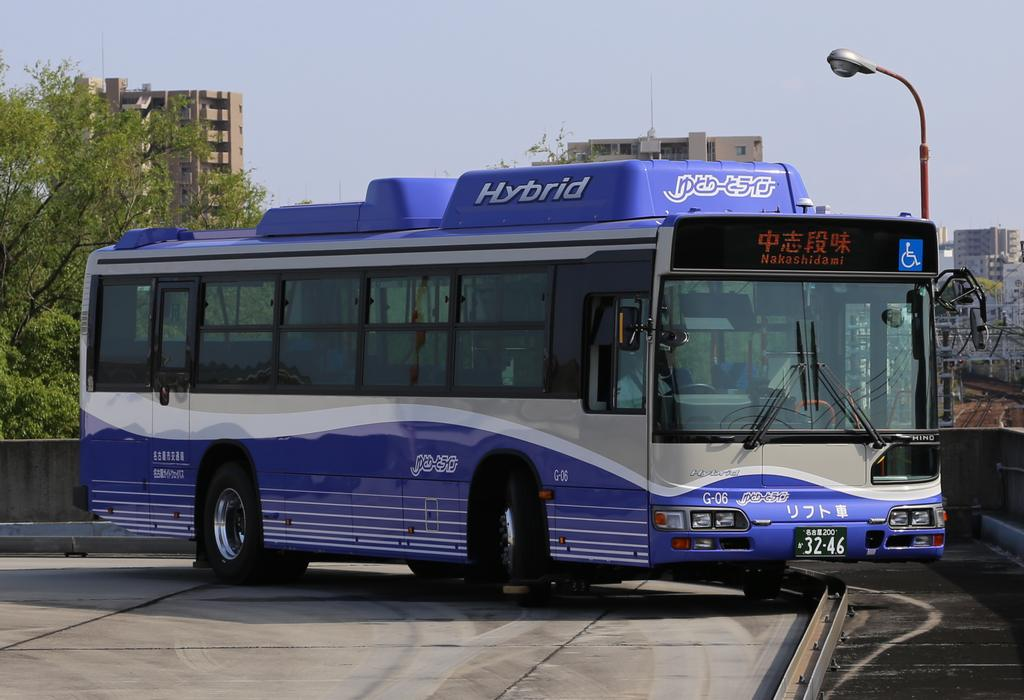
GB-2110型

2010年5月24日の名古屋市会都市消防委員会において、名古屋ガイドウェイバスの次期車両の開発に着手したことが明らかになった。開発費用として2010年度から2012年度までの3年間で5億8100万円の市予算が投入された。2011年度にはこの予算内で試作車（後述）が製造されていることが2013年10月2日の同委員会で明らかになっている。
2012年3月8日の同委員会では、2000年度導入分について走行距離が80万kmを超えるものが出てきたことから、2012年度から2014年度までの3年間で市予算により最大30台の新車を導入してこれを置き換えることとされた。2013年2月26日の同委員会では、2000年度導入分において25台中7台にしか装備されていなかった身障者用ステップリフトが全車両に装備されること、走行用ランフラットタイヤの製造メーカーであるミシュランによる耐久試験に時間を要したことから実際の納入は2013年4月以降となること、車両の置き換えに合わせて緊急無線システムと運行監視システムの更新が行われることが明らかになった。最終的に28台が導入され、車両購入に15億7100万円、システム更新に2億4400万円の市予算が投入された。
形式は「GB-2110型」としている。日野自動車製のハイブリッドバス（ブルーリボンシティハイブリッド）で、床下に案内装置を搭載するスペースを確保するため、ノンステップから試作車扱いでツーステップとしている。GB-2100型と比較するとベース車のオーバーハングが大きいため、ホイールベースおよび車体長を若干縮小している。同じくベース車の都合で、トランスミッションはマニュアルとなっている。案内装置は三菱重工業製である。

#### 2000年度導入分（廃車）
2000年度の開業時には、以下の4形式が導入された。
|                    | GB-1000型                  | GB-1100型                  | GB-2000型               | GB-2100型               |
| ------------------ | -------------------------- | -------------------------- | ----------------------- | ----------------------- |
| 車体本体           | 三菱自動車工業 KL-MP35JM   | 三菱自動車工業 KL-MP35JM   | 日野自動車 KL-HU2PMEA   | 日野自動車 KL-HU2PMEA   |
| 案内装置           | 三菱重工業 神戸製鋼所      | 三菱重工業 神戸製鋼所      | 日本車輌製造 新潟鐵工所 | 日本車輌製造 新潟鐵工所 |
| リフト             | なし                       | 極東開発工業               | なし                    | 日本リフト              |
| エンジン           | 6M70（直列6気筒）          | 6M70（直列6気筒）          | P11C（直列6気筒）       | P11C（直列6気筒）       |
| トランスミッション | アリソン 4速オートマチック | アリソン 4速オートマチック | ZF 4速オートマチック    | ZF 4速オートマチック    |

4形式合計で25台が製造され、開業時における平面区間の運行事業者（高架区間の運行受託者）に下記の通り割り当てられた。
|                                                                          | GB-1000型                          | GB-1100型 | GB-2000型                | GB-2100型      | 合計 |
| ------------------------------------------------------------------------ | ---------------------------------- | --------- | ------------------------ | -------------- | ---- |
| 名古屋市営バス 大森営業所                                                |                                    |           | G-11 G-12 G-13 G-14 G-15 | G-16 G-17 G-18 | 8台  |
| 名古屋鉄道 春日井自動車営業所 （2004年10月1日から 名鉄バス春日井営業所） | G-51 G-52 G-53 G-54 G-55 G-56 G-57 | G-58 G-59 |                          |                | 9台  |
| ジェイアール東海バス 瀬戸営業所                                          | G-81 G-82 G-83 G-84                |           | G-91 G-92                | G-93 G-94      | 8台  |
| 合計                                                                     | 11台                               | 2台       | 7台                      | 5台            | 25台 |

割当事業者ごとに仕様に細かな差異があり、例えば名鉄車には平面区間用の音声無線機が搭載されている一方で、バンパーデッキと後部の清掃用握手がない。
名古屋市は2000年度予算で、名古屋ガイドウェイバスがリフト付きバスを導入するための改造費用に対する補助金として3000万円を計上していたが、2000年12月22日、名古屋市内の障害者団体などが市監査委員に対し、「リフト付きバスを25台のうち3台とする計画は交通バリアフリー法の精神に反している」「交通弱者の利用に目を向けない事業への補助金支出は不当だ」として、支出の停止を求める住民監査請求を行った。これに対し名古屋ガイドウェイバスは「市の補助金は3台分だが、リフト付きバス自体は7台の導入を予定している」とした。市監査委員は2001年2月19日、交通バリアフリー法の車両の基準適合義務を定めた規定は2001年4月1日以降に運行を開始する車両について適用されるものであること、実際には25台中7台がリフト付きバスとなることから、「交通弱者への配慮を欠いた事業とは言えず、補助金支出の不当性は認められない」として上記請求を退ける監査結果を通知した。
これらの4形式では、前輪に中子式ランフラットタイヤを採用しているが、2001年3月下旬から4月上旬にかけて（つまり開業直後の1ヶ月間に）右前輪の異常破損が5件発生した。調査の結果、平面区間の運行中にチャッターバーを踏んだことにより中子（アルミ製）が破損し、その破片が走行を続けるうちに内側からタイヤを破壊したものと結論付けられた。これを受けて、暫定措置として前輪タイヤの空気圧を高くするとともに、チャッターバーを踏まないように運転することとされた。問題のタイヤについてはその後構造の改良が行われており、同様の故障は発生していない。

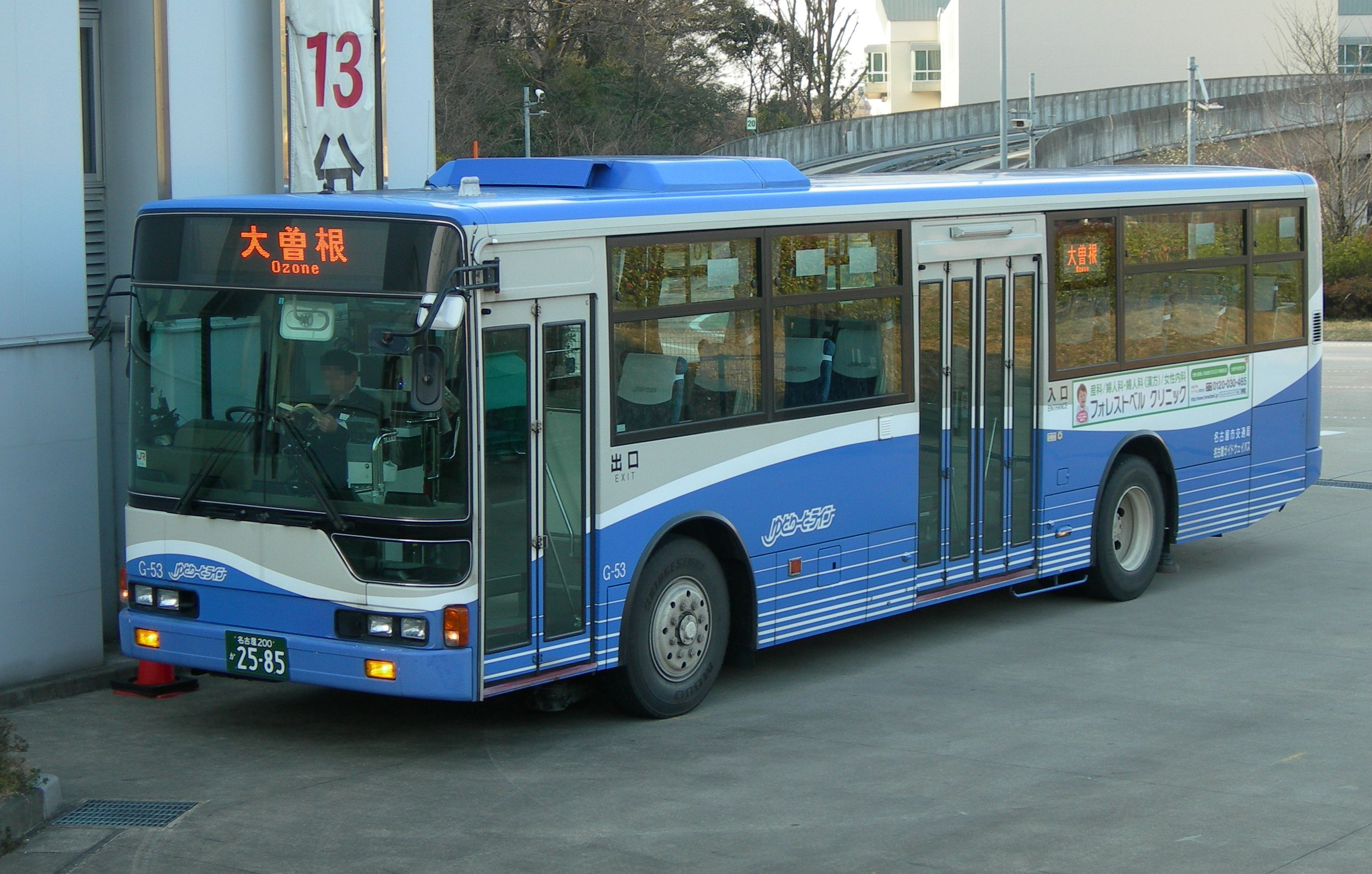
GB-1000型
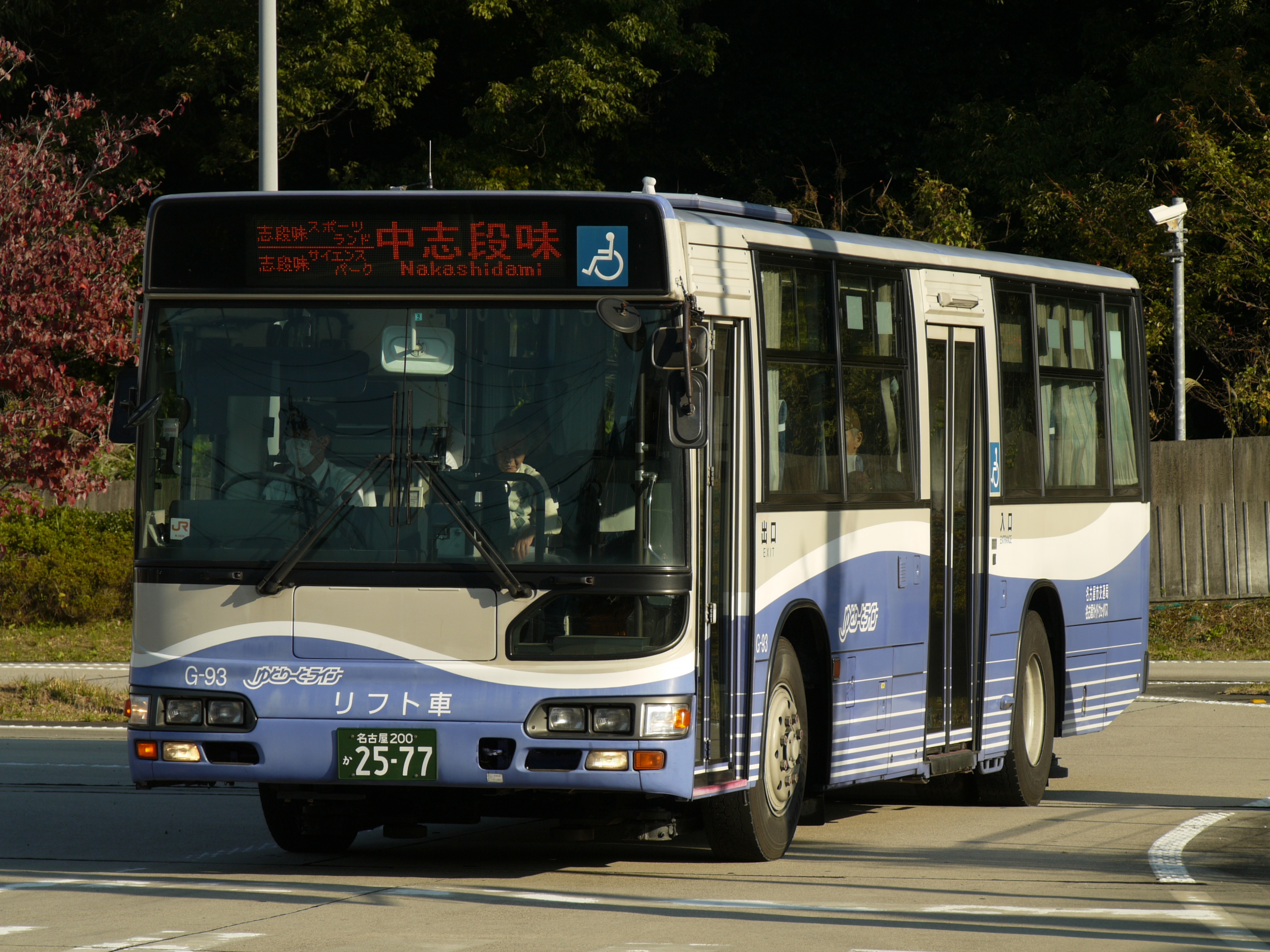
GB-2100型

### 事業用車両
開業時に、建設省土木研究所（現在の国土交通省国土技術政策総合研究所）において走行試験に使用されていたガイドウェイバスを譲り受け、凍結防止剤散布作業車として使用した。降雪の予報で事前散布の必要がある場合や、路面が湿潤し凍結の恐れがある場合に、営業時間外に10 - 20km/hの低速で走行しながら散布を行う。公式刊行物では、本社1階に留置されている様子や、社会見学に来た児童にガイドウェイバスの仕組みを説明するための教材として使用されている様子が紹介されている。
2012年4月9日、真っ白な塗装の日野自動車製のリフト付きツーステップハイブリッドバス（HU8J）が納車され、同日中に軌道内での試運転が行われた。こちらものちに融雪剤散布装置を設置し初代作業車を置き換えた。

## 運賃
以下では高架区間内および高架区間と平面区間に跨る区間の運賃について言及する。平面区間のみを利用する場合については「名古屋市営バス#乗降方式・料金」を参照。
| 区間 | 大人  | 小児  |
| ---- | ----- | ----- |
| 1区  | 200円 | 100円 |
| 2区  | 230円 | 110円 |
| 3区  | 250円 | 120円 |

高架区間と平面区間をまたいで乗車する場合には、名古屋ガイドウェイバスと名古屋市営バスの運賃を合算した金額から区間に応じて20円 - 140円（小児の場合10円 - 70円）の併算割引を適用した額となる。
高架区間の初乗り運賃は2019年10月に値上げとなった名古屋市営バスや名古屋市営地下鉄とは異なり、10円安い200円に据え置かれている（平面区間のみ利用の場合は名古屋市営バスに合わせて210円となる）。

### 障害者割引
身体障害者手帳、精神障害者保健福祉手帳、療育手帳（名古屋市では愛護手帳）を提示した場合は運賃が半額になる。

### 乗継割引
manacaを利用して高架区間と名古屋市営地下鉄・名古屋市営バス（ゆとりーとライン平面区間を除く）とを90分以内に乗り継ぐことで、2回目の乗車について運賃が80円引きとなる。高架区間と名鉄電車や名鉄バスとの間には乗継割引は適用されない。

## 利用可能な乗車券類
以下では高架区間内および高架区間と平面区間に跨る区間で利用できる乗車券について言及する。平面区間のみを利用する場合については「名古屋市営バス」を参照。

### ICカード
manacaが導入されており、TOICA・Suica・ICOCA・PASMO・Kitaca・SUGOCA・PiTaPa・はやかけん・nimocaといった全国相互利用サービスに対応するICカード乗車券が全線で利用できる。

### 磁気カード（廃止）
開業時から磁気ストライプカード「ゆとりーとカード」を導入していたが、2011年2月10日をもって発売を終了、2012年2月29日をもって取り扱いを終了した。券種は以下の通りで、いずれもゆとりーとラインのみで利用可能であった。
- 普通ゆとりーとカード
  - 1000円（使用可能額1050円）
  - 2000円（使用可能額2200円）
  - 3000円（使用可能額3350円）
  - 5000円（使用可能額5750円）
- 昼間割引ゆとりーとカード
  - 2000円（使用可能額2800円）

このほか、以下の他社カードの利用が可能であった。
名古屋市交通局発行
- バス・地下鉄共通ユリカ（2012年2月29日取扱終了）
- バス昼間割引専用ユリカ（2012年2月29日取扱終了）

名鉄バス（2004年9月30日までは名古屋鉄道）発行
- 普通バスカード（2009年9月30日取扱終了）
- 昼間割引バスカード（2012年2月29日取扱終了）

### 定期券

#### 通勤定期券
manaca定期券を、大曽根駅および名古屋ガイドウェイバス本社で購入することができる。
以下の組み合わせで連絡定期券の発行が可能である。平面区間を1区間でも含めばゆとりーとライン以外の市バス全線で利用できるため、高蔵寺まで購入することで「市バス全線」と同等の効力となる。なお、名古屋市交通局における定期券発売場所は、マナカ対応券売機、地下鉄駅長室（上小田井・上飯田を除く）および交通局サービスセンターである。
1. 名古屋ガイドウェイバス（大曽根 - 川村） - 名古屋市交通局（竜泉寺口・竜泉寺） → 名古屋ガイドウェイバスでのみ発行、紙定期券
2. 名古屋ガイドウェイバス（白沢渓谷） - 名古屋市交通局（竜泉寺口 - 高蔵寺） → 名古屋ガイドウェイバスでのみ発行、紙定期券
3. 名古屋ガイドウェイバス（大曽根 - 川村） - 名古屋市交通局（吉根口 - 高蔵寺[49]） → 名古屋ガイドウェイバス・名古屋市交通局で発行、manaca定期券
4. 名古屋ガイドウェイバス - 名古屋市交通局（地下鉄を含む） → 名古屋市交通局でのみ発行、manaca定期券
5. 名古屋ガイドウェイバス - 名古屋市交通局 - あおなみ線 → 名古屋市交通局でのみ発行、manaca定期券
6. 名古屋ガイドウェイバス - 名古屋市交通局 - 名鉄線 → 名古屋市交通局でのみ発行、manaca定期券

1 - 2について、規定上は名古屋市交通局がmanaca定期券を発行することも可能であるが、運賃が高くなるため除外している。
高架区間はバスと同様に扱われるためmanaca事業者の鉄道定期券（連絡定期を含む）と同一のmanacaに載せることができる（通学定期券も同様）。

#### 通学定期券
manaca定期券を、大曽根駅および名古屋ガイドウェイバス本社で購入することができる。名古屋ガイドウェイバスが発行するものについては特別割引運賃で設定されており、このうちmanaca定期券で発行されるものは「ゆとりーと学遊パス」の名称がある。
以下の組み合わせで連絡定期券の発行が可能である。平面区間を1区間でも含めばゆとりーとライン以外の市バス全線で利用できるため、高蔵寺まで購入することで「市バス全線」と同等の効力となる。
1. 名古屋ガイドウェイバス（大曽根 - 川村） - 名古屋市交通局（竜泉寺口・竜泉寺） → 名古屋ガイドウェイバスでのみ発行、紙定期券
2. 名古屋ガイドウェイバス（白沢渓谷） - 名古屋市交通局（竜泉寺口 - 高蔵寺） → 名古屋ガイドウェイバスでのみ発行、紙定期券
3. 名古屋ガイドウェイバス（大曽根 - 川村） - 名古屋市交通局（吉根口 - 高蔵寺） → 名古屋ガイドウェイバスでのみ発行、manaca定期券

1 - 3について、規定上は名古屋市交通局がmanaca定期券を発行することも可能であるが、運賃が高くなるため除外している。また、地下鉄・あおなみ線・名鉄線を含む連絡定期券は事業者ごとに分割して購入したほうが安くなるため除外している。

### 無料パス類
以下はいずれも全線で利用可能。
- 敬老パス
- 福祉特別乗車券

## 今後の動き
名古屋市では、総務省のガイドラインに基づき、経営が著しく悪化している外郭団体の改革プランを作成することになり、名古屋ガイドウェイバスもこの対象となった。外部の有識者による外郭団体経営検討委員会の結果を踏まえ、2010年5月に改革プランが策定された。この中で後述する車両更新に対する市の支援、地下鉄・市バスとの乗継割引などの方策が示された。なお外郭団体経営検討委員会においては、将来的には市交通局との事業統合も含め会社のあり方を見直すべきとの見解が示されている。これらのうち車両更新に対する市の支援が実際に実施された。
しかしながら全国唯一のシステムであるため車両の案内輪を製造していたメーカーが生産を取りやめており、名古屋市では自動運転バスの導入の検討に着手、2026年度をめどに自動運転バスへ転換することを検討している。自動運転バスに転換された場合はガイドウェイバスとしては廃止されることになる。